# 킴 브루운
킴 브루운(덴마크어: Kim Jung Bruun, 1993년 8월 21일~)은 덴마크의 배드민턴 선수이다.

## 어린 시절
그가 생후 3개월 때 덴마크 가정에 입양되어 코펜하겐에서 자랐다.